# 大周镇 (重庆市)
大周镇，是中华人民共和国重庆市万州区下辖的一个乡镇级行政单位。

## 行政区划
大周镇下辖以下地区：
常家坪社区、铺垭村、五土村、宋家村、莫家村和凤凰村。